# Drepanosticta arcuata
Drepanosticta arcuata är en trollsländeart som beskrevs av Maurits Anne Lieftinck 1934. Drepanosticta arcuata ingår i släktet Drepanosticta och familjen Platystictidae. Inga underarter finns listade i Catalogue of Life.